# James Wells
James Freeman Wells (ur. 1973) – brytyjski polityk, psycholog i urzędnik, deputowany do Parlamentu Europejskiego IX kadencji.

## Życiorys
Zakończył naukę w wieku 16 lat bez uzyskania kwalifikacji, przez kolejne lata pracował głównie dorywczo w różnych zawodach. Podjął studia psychologiczne na University of Liverpool, gdzie zdobył BA. Na Cranfield University uzyskał MA w zakresie psychologii.
W 2007 zamieszkał w Walii. Od 2013 do 2019 pracował jako urzędnik w Office for National Statistics w Newport, zajmując się statystykami handlowymi (od 2017 na stanowisku kierowniczym). Zrezygnował z pracy w trakcie kampanii wyborczej.
W 2018 dołączył do Partii Konserwatywnej, aby móc zagłosować w przypadku wyboru jej lidera. W marcu 2019 brał udział w March to Leave, akcji przejścia trasy z Sunderlandu do Londynu, którą w ramach poparcia dla brexitu zorganizowali Nigel Farage i grupa Leave Means Leave. Zaangażował się następnie w działalność Brexit Party. W wyborach w tym samym roku z listy tego ugrupowania uzyskał mandat eurodeputowanego IX kadencji. Sprawował go do końca stycznia 2020. Został dyrektorem przedsiębiorstwa In yer Face ads.
Jest żonaty, ma dwoje dzieci.